# ハイブリッドスイーツ
ハイブリッドスイーツとは、違う種類のスイーツを掛け合わせてつくられた新感覚スイーツ。

## 種類
ティラティス
ティラミスのマスカルポーネチーズの代わりに、チーズのような豆乳クリームを使用したもの
フリットー
フレンチトーストをドーナッツ風にフライドしたもの。
タウニー
タルト生地にチョコレートブラウニーがトッピングされたもの。
クラフィン
クロワッサンのようなブリオッシュ生地をマフィンの形にしたもので、クロワッサンとマフィンの造語。
生地はクロワッサン、形やフレーバーはマフィンの"クラフィン"。
中が空洞になっているので、そこに色々なフレーバーのクリームやソースなどが入れられるのが、クラフィンの特徴。
ブロナッツ
クロナッツの進化版。
薄い生地の層がぎっちりと詰まったスイーツパン。
クロサダ
クロワッサンとマラサダのいいとこ取りをしたスイーツ。